# Milnesium zsalakoae
Espèce
Milnesium zsalakoae est une espèce de tardigrades de la famille des Milnesiidae. 

## Distribution
Cette espèce est endémique des États-Unis. Elle se rencontre en Arizona et au Nouveau-Mexique.

## Étymologie
Cette espèce est nommée en l'honneur de Rose Zsalako Meyer.

## Publication originale
- Meyer & Hinton, 2010 : Milnesium zsalakoae and M. jacobi, two new species of Tardigrada (Eutardigrada: Apochela: Milnesiidae) from the southwestern United States. Proceedings of the Biological Society of Washington, vol. 123, no 2, p. 194-202.